# 킴벌리바위쥐
킴벌리바위쥐(Zyzomys woodwardi)는 쥐과에 속하는 설치류의 일종이다. 오스트레일리아에서만 발견된다.

## 특징
중형 설치류로 꼬리 길이 94.4~135mm를 제외한 몸길이가 104~169mm이고, 발 길이는 22.1~29.7mm이다. 귀 길이는 15.5~22mm, 몸무게는 최대 210g이다.